# 藤井貴之
藤井 貴之（ふじい たかゆき、1993年6月18日 - ）は、大阪府出身の元サッカー選手。ポジションはFW。YouTubeにおいて、サッカー系グループのLISEMで活動を続けている。2023年8月より、チーム代表からの熱烈なオファーを受け、「サッカーをやめる人を減らす新しい選択肢になる」のパーパスを掲げ、東京都を中心に活動している都・県「リーグ無所属」の社会人サッカーチーム、illmassive（イルマッシブ）にも所属。

## 来歴
2016年に日本体育大学を卒業し鹿児島ユナイテッドFCに加入。
2017年、当初は鹿児島ユナイテッドFCに登録されていた が、3月にJFLの東京武蔵野シティFCに期限付き移籍。
2018年にJFLの奈良クラブに期限付き移籍。
2019年に現役を引退。
2020年にLISEMという名称でYouTubeを開始。メンバーはサンフレッチェ広島ユース時に同期だった森保圭悟と重行拓也の3人組ユニット。
2021年にKONAMIの公式YouTubeチャンネルが運営するサッカークラブ、WINNER'Sの一員となった。
2023年、「リーグ無所属」（注：千代田区サッカー協会には所属しているがリーグがない）という唯一無二の在り方を掲げ、主に都内で活動しているillmassiveに加入し、現役復帰した。

## 所属クラブ
- 天王学園SC
- 吹田JFC千里丘（現:千里丘FC）
- 2009年 - 2011年 サンフレッチェ広島FCユース
- 2012年 - 2015年 日本体育大学
- 2016年 - 2019年  鹿児島ユナイテッドFC
  - 2017年3月 - 同年12月  東京武蔵野シティFC（期限付き移籍）
  - 2018年 - 2019年  奈良クラブ（期限付き移籍）
- 2021年 -  WINNER`S
- 2023年-illmassive

## 個人成績
| 国内大会個人成績 | 国内大会個人成績 | 国内大会個人成績 | 国内大会個人成績 | 国内大会個人成績 | 国内大会個人成績 | 国内大会個人成績 | 国内大会個人成績 | 国内大会個人成績 | 国内大会個人成績 | 国内大会個人成績 | 国内大会個人成績 |
| 年度             | クラブ           | 背番号           | リーグ           | リーグ戦         | リーグ戦         | リーグ杯         | リーグ杯         | オープン杯       | オープン杯       | 期間通算         | 期間通算         |
| 年度             | クラブ           | 背番号           | リーグ           | 出場             | 得点             | 出場             | 得点             | 出場             | 得点             | 出場             | 得点             |
| 日本             | 日本             | 日本             | 日本             | リーグ戦         | リーグ戦         | リーグ杯         | リーグ杯         | 天皇杯           | 天皇杯           | 期間通算         | 期間通算         |
| ---------------- | ---------------- | ---------------- | ---------------- | ---------------- | ---------------- | ---------------- | ---------------- | ---------------- | ---------------- | ---------------- | ---------------- |
| 2016             | 鹿児島           | 19               | J3               | 6                | 1                | -                | -                | 0                | 0                | 6                | 1                |
| 2017             | 鹿児島           | 19               | J3               | 0                | 0                | -                | -                | -                | -                | 0                | 0                |
| 2017             | 武蔵野           | 30               | JFL              | 30               | 9                | -                | -                | -                | -                | 30               | 9                |
| 2018             | 奈良             | 19               | JFL              | 24               | 7                | -                | -                | 2                | 0                | 26               | 7                |
| 2019             | 奈良             | 19               | JFL              | 20               | 2                | -                | -                | 1                | 0                | 21               | 2                |
| 通算             | 日本             | 日本             | J3               | 6                | 1                | -                | -                | 0                | 0                | 6                | 1                |
| 通算             | 日本             | 日本             | JFL              | 74               | 18               | -                | -                | 3                | 0                | 77               | 18               |
| 総通算           | 総通算           | 総通算           | 総通算           | 80               | 19               | -                | -                | 3                | 0                | 83               | 19               |

- Jリーグ初出場：2016年3月13日 J3第1節 カターレ富山戦（鹿児島県立鴨池陸上競技場）
- Jリーグ初得点：2016年8月6日　J3第20節 セレッソ大阪U-23戦（金鳥スタジアム）